# 石上大橋
石上大橋（いしがみおおはし）は、新潟県三条市内の信濃川に架かる国道289号の橋長443.0 m（メートル）の桁橋。

## 概要
三条市中心部から、信濃川右岸堤防沿いの新潟県道1号新潟小須戸三条線（小須戸線）、左岸側の国道8号、北陸自動車道・三条燕ICへのアクセス道路となっている「第二産業道路」の一部。1976年（昭和51年度）に竣工、1979年（昭和54年）に開通した。開通当初は国道289号の区間ではなく、橋の銘板には「主要地方道三条新津線」と記されている。
当初西詰側は国道8号と立体交差する計画だったが、オイルショックの影響等で西詰・東詰とも取付け部分は平面交差となっている。また、東詰側は橋たもとの石上交差点で新潟県道1号と交差しているが、設計の段階で橋梁上に右折車線を設けるスペースを設けなかったため、国道289号から新潟県道1号へ（国道8号方面から瑞雲橋方向、荒町方面から栗林方向）は、7時から19時までそれぞれ右折禁止となっているなど、設計上の問題点も多い。
- 区間：三条市石上地先 - 三条市下須頃地先
- 延長：443.0 m
- 規格：片側2車線

石上大橋を含む国道289号では、国道8号交差点から国道403号交差点までの区間において、慢性的に渋滞しているため、石上大橋の約1 km下流に、国道289号バイパスが都市計画道路に指定されている。